# Plate-forme du Parisgeschütz de Crépy
La plate-forme du Parisgeschütz est une plate-forme d'artillerie située à Crépy, en France.

## Localisation
La plate-forme d'artillerie est située sur la commune de Crépy, dans le département de l'Aisne.

## Historique
Le monument est classé au titre des monuments historiques en 1922.